# Ricla (kommunhuvudort)
Ricla är en kommunhuvudort i Spanien.   Den ligger i provinsen Provincia de Zaragoza och regionen Aragonien, i den nordöstra delen av landet, 230 km nordost om huvudstaden Madrid. Ricla ligger 392 meter över havet och antalet invånare är 2 623.
Terrängen runt Ricla är kuperad västerut, men österut är den platt. Runt Ricla är det ganska glesbefolkat, med 43 invånare per kvadratkilometer. Närmaste större samhälle är La Almunia de Doña Godina, 4,1 km sydost om Ricla. Trakten runt Ricla består till största delen av jordbruksmark.